# Negativni total (film)
Negativni total je slovenski srednjemetražni dokumentarni TV film o Srečku Kosovelu iz leta 1995.
Snemanje je potekalo leta 1994. Ena od lokacij je bila kamnolom v Cerovem Logu. Pri snovanju filma je sodeloval tudi Janez Vrečko.

## Kritike
Ženja Leiler (Delo) se je vprašala, komu je ta visoko estetizirani ekshibicionistični artefakt namenjen. Pohvalila je vizualno plat, grajala pa je smešen in prenapihnjen igrano-recitacijski del filma, ki Kosovelove pesmi in dnevniške zapise inscenira kot revolucionarno-vizionarske, radikalne in ekstatične, lirično in intimistično fazo njegove poezije pa zakriva. Opozorila je, da niso prvi, ki govorijo o štiridesetletni zamudi pri izdaji Integralov, ampak se je o tem ob prvi izdaji leta 1967 in kasneje dosti razpravljalo. Iz dokumentarca ni izvedela nič novega in usodnega.

## Ekipa
- režija: Damjan Kozole
- scenarij: Tomaž Toporišič
- inscenator: Matjaž Berger
- snemalec: Andrej Lupinc
- glasbeni opremljevalec: Srečko Bajda
- grafično kolažiranje: Novi kolektivizem (Neue Slowenische Kunst)